# 相坂茜奈
相坂 茜奈（あいさか あかな、10月19日 - ）は、日本の女性声優。東京都出身。

## 人物
以前は81プロデュースに所属していた。
趣味・特技はカフェ巡り、ガーデニング。特技はイラスト。

## 出演

### テレビアニメ
- BEATLESS（2018年、女子C）

### ゲーム
- 東京ドラゴンシティ（2017年、沖田総司、リリス、アルテミス、アイリス、ヘカミー）
- リトルウィッチアカデミア 時の魔法と七不思議（2017年、アメリア）

### オーディオブック
- 平浦ファミリズム（2019年、平浦悠、千条真理香[3]）
- デスマーチからはじまる異世界狂想曲 1 - 7（2020年 - 2022年、朗読[4]）
- 青春絶対つぶすマンな俺に救いはいらない。（2021年[5]、新田翔子 ほか[6]）

### ナレーション
- どうも、はやみねかおるです。〜ミステリー作家の舞台裏〜
- 釣りビジョン
- G-TAC薬物応答性検査
- TiARY/TV

### ボイスオーバー
- にっぽん!歴史鑑定

### その他
- がっきをつくろう・がっきであそぼ（うたのおねえさん）